# Фіанна Файл
Фіанна Файл (ірл. Fianna Fáil, Солдати Долі; правильна вимова — Фіанна Фол (англ. [fiˌænə ˈfɔːl]) або Фіанна Фаль (ірл. [ˌfʲiən̪ˠə ˈfˠaːlʲ])), офіційно Фіанна Фол — Республіканська партія (ірл. Fianna Fáil – An Páirtí Poblachtánach, англ. Fianna Fáil – The Republican Party) — політична партія в Ірландській республіці. У 1932–2011 роках найбільша партія в Дойл Ерен, але на виборах 2011 року здобула лише третє місце.
Фіанна Файл вважається центристською партією, що дотримується принципів республіканізму, закладених батьком-засновником «Шинн Фейн» Артуром Ґриффітом.